# Classificació Internacional del funcionament, de la discapacitat i de la salut
La Classificació Internacional del funcionament, de la discapacitat i de la salut és la classificació internacional aprovada per l'Organització Mundial de la Salut per a classificar els diferents graus de discapacitat. Aprovada l'any 1980, la classificació internacional de les deficiències, discapacitats i minusvalideses (CIMMD) proposava les següents definicions:
- deficiència: pèrdua o anormalitat d'una estructura o funció psicològica, fisiològica o anatòmica.
- discapacitat: restricció o absència de realitzar una activitat dins el marge que es considera normal per un ésser humà.
- minusvalidesa: situació desavantatjosa per a un individu determinat, que el limita o li impedeix portar un rol que és normal en el seu cas.

## Història
L'any 1993 l'OMS decideix iniciar un procés de revisió d'aquesta classificació a conseqüència d'un canvi en el paradigma de la Medicina. Concretament, l'organització mèdica volia establir un llenguatge comú, incorporar un sistema de codificació, aplicar el model biopsicosocial, tenir present la universalitat de la discapacitat i incorporar una terminologia neutral. Després de diversos esborranys, el maig de 2001 l'OMS, durant la celebració de 54a assemblea mundial de salut a Ginebra (Suïssa) es va aprovar una nova Classificació Internacional del Funcionament, de la Discapacitat i de la Salut (CIF) amb un llenguatge estandarditzat, fiable i aplicable transculturalment, que permetia descriure el funcionament humà i la discapacitat usant un llenguatge positiu i una visió universal i enfatitzant que les problemàtiques són el resultat de la interacció de les característiques de l'individu amb l'entorn.

En la taula següent apareixen els conceptes bàsics definits en ambdues classificacions.
| EIXOS                                   | CIMMD | CIF                                                                                                 |
| --------------------------------------- | --- | --------------------------------------------------------------------------------------------------- |
| Deficiència                             | Pèrdua o anormalitat d'una estructura o funció psicològica, fisiològica o anatòmica | Problema en les funcions o estructures corporals ja sigui una desviació significativa o una pèrdua. |
| Discapacitat/Limitacions activitat      | Restricció o absència de la capacitat de realitzar una activitat de la manera o dins els marges del que es considera normal. | Dificultats que una persona pot tenir en el desenvolupament o realització d'activitats.             |
| Minusvalidesa/Restriccions participació | Situació de desavantatge que la discapacitat produeix a un individu determinat, limitant-li o impedint-li el desenvolupament d'un rol que seria normal en el seu cas, (en funció de l'edat, sexe i factors socials o culturals). | Problemes que un individu pot experimentar a l'involucrar-se en situacions vitals.                  |

En aquesta nova classificació hi ha dues paraules clau: funcionament i discapacitat. Funcionament entès com la capacitat d'actuar i participar de l'individu i discapacitat com a terme genèric que recull les deficiències en funcions i estructures corporals. La salut seria l'eix vertebrador de tots dos.
L'OMS deixa de parlar de conseqüències de la malaltia per enfocar l'objectiu cap a la salut i els estats relacionats amb la salut. Per tant, intenta posar en positiu la seva terminologia des del primer moment, superant el model biomèdic i apostant per una perspectiva biopsicosocial.

## Estructura
El CIF es compon per 4 escales:
- Funcions corporals (prové de l'escala de deficiències del CIMMD)
- Estructures corporals (prové de l'escala de deficiències del CIMMD)
- Factors ambientals (Barreja factors contextuals amb factors personals)
- Activitats i participació i factors culturals

Val a dir que la CIF utilitza els qualificadors per descriure els estats relacionats amb la salut, que a la CIMMD es coneixia com a conseqüències de la malaltia. Un qualificador que descriu un ítem determinat, determina la pèrdua del funcionament que recull aquell ítem en qüestió a excepció dels qualificadors de l'escala ambiental.
Un conjunt de qualificadors conformen un constructe, els quals s'apliquen a cada una de les escales o components de la CIF